# 哈通庫喬山
14°4′58″S 70°47′28″W / 14.08278°S 70.79111°W
哈通庫喬山（Jatuncucho），是秘魯的山峰，位於該國南部庫斯科大區的坎奇斯省、普諾大區的卡拉瓦亞省和梅爾加省，屬於安第斯山脈中韋爾卡努塔山脈的一部分，海拔高度約5,400米。